# Epiblastus sciadanthus
Lan dạ bích châu Đại Dương (danh pháp hai phần: Epiblastus sciadanthus) là một loài thực vật có hoa trong họ Lan (Orchidaceae). Loài này được (F.Muell.) Schltr. mô tả khoa học đầu tiên năm 1905.